# Miyuri Shimabukuro
Miyuri Shimabukuro (島袋 美由利 Shimabukuro Miyuri?, 6 de diciembre de 1994) es una actriz de voz japonesa de la Prefectura de Okinawa afiliada a Office Osawa. Después de debutar como actriz de doblaje en 2017, interpretó sus primeros papeles principales en 2018 como Yūna Yunohana en la serie de anime Yuragi-sō no Yūna-san, Nagisa Aragaki en la serie de anime Hanebado! e Inca Kasugatani en Fire Force.

## Filmografía
Los papeles principales están en negrita

### Anime

#### Series de televisión
| Año  | Título                                                                | Rol                   | Refs.  |
| ---- | --------------------------------------------------------------------- | --------------------- | ------ |
| 2017 | Yu-Gi-Oh! VRAINS                                                      | Kiku Kamishirakawa    | [ 3 ]  |
| 2018 | Saiki Kusuo no Ψ-nan 2                                                | Sacchi                | [ 4 ]  |
| 2018 | Hanebado!                                                             | Nagisa Aragaki        | [ 5 ]  |
| 2018 | Harukana Receive                                                      | Narumi Tōi            | [ 6 ]  |
| 2018 | Ongaku Shōjo                                                          | Shupe Gushiken        | [ 7 ]  |
| 2018 | Yuragi-sō no Yūna-san                                                 | Yūna Yunohana         | [ 8 ]  |
| 2018 | Goblin Slayer                                                         | Yūsha                 | [ 9 ]  |
| 2018 | Tsurune                                                               | Yūna Hanazawa         | [ 10 ] |
| 2019 | Kōya no Kotobuki Hikōtai                                              | Addie                 | [ 11 ] |
| 2019 | Carole & Tuesday                                                      | Carole Stanley        | [ 12 ] |
| 2019 | Granbelm                                                              | Mangetsu Kohinata     | [ 13 ] |
| 2019 | To Aru Kagaku no Accelerator                                          | Minori Kidera         | [ 14 ] |
| 2019 | Chōjin-Kōkōseitachi wa Isekai demo Yoyu de Ikinuku Yōdesu!            | Airi                  | [ 15 ] |
| 2019 | Fruits Basket                                                         | Yūki Sōma (niño)      | [ 16 ] |
| 2020 | ID:Invaded                                                            | Muku Narihisago       | [ 17 ] |
| 2020 | Fruits Basket 2nd Season                                              | Yūki Sōma (niño)      | [ 18 ] |
| 2020 | Itai no wa Iya nano de Bōgyoryoku ni Kyokufuri Shitai to Omoimasu.    | Syrup                 | [ 19 ] |
| 2020 | Dorohedoro                                                            | Reviving Magic User   | [ 20 ] |
| 2020 | Listeners                                                             | Sally Simpson         | [ 21 ] |
| 2020 | Gal to Kyōryū                                                         | Kaede Ichisugi        | [ 22 ] |
| 2020 | Hakushon Daimaō 2020                                                  | Kantarō Yodayama      | [ 23 ] |
| 2020 | En'en no Shōbōtai: Ni no Shō                                          | Inca Kasugatani       | [ 24 ] |
| 2021 | Urasekai Picnic                                                       | Natsumi Ichikawa      | [ 25 ] |
| 2021 | Wonder Egg Priority                                                   | Shino                 | [ 26 ] |
| 2021 | Sayonara Watashi no Cramer                                            | Nozomi Onda           | [ 27 ] |
| 2021 | Slime Taoshite 300-nen, Shiranai Uchi ni Level Max ni Nattemashita    | Masura                | [ 28 ] |
| 2021 | Osananajimi ga Zettai ni Makenai Love Comedy                          | Aoi Shida             | [ 29 ] |
| 2021 | Vanitas no Carte                                                      | Louis de Sade         | [ 30 ] |
| 2021 | Deatte 5-byō de Battle                                                | Ringo Tatara          | [ 31 ] |
| 2021 | Mieruko-chan                                                          | Morino                | [ 32 ] |
| 2022 | Karakai Jōzu no Takagi-san 3                                          | Iino                  | [ 33 ] |
| 2022 | Vanitas no Carte Part 2                                               | Louis de Sade         | [ 34 ] |
| 2022 | Chiikawa                                                              | Shisa                 | [ 35 ] |
| 2022 | Kinsō no Vermeil                                                      | Kohakumiya            | [ 36 ] |
| 2022 | Mobile Suit Gundam: The Witch from Mercury                            | Aliya Mahvash         | [ 37 ] |
| 2022 | Bocchi the Rock!                                                      | Fanática de Hitori #2 | [ 38 ] |
| 2023 | Revenger                                                              | Tarokichi             | [ 39 ] |
| 2023 | Tsurune: Tsunagari no Issha                                           | Yūna Hanazawa         | [ 40 ] |
| 2023 | Itai no wa Iya nano de Bōgyoryoku ni Kyokufuri Shitai to Omoimasu. II | Syrup                 | [ 41 ] |
| 2023 | Mobile Suit Gundam: The Witch from Mercury Season 2                   | Aliya Mahvash         | [ 42 ] |
| 2023 | Dark Gathering                                                        | Dorothy Flamsteed     | [ 43 ] |
| 2023 | Goblin Slayer II                                                      | Yūsha                 | [ 44 ] |
| 2023 | Rail Romanesque 2                                                     | Nako                  | [ 45 ] |
| 2023 | Hikikomari Kyūketsu Hime no Monmon                                    | Karla Amatsu          | [ 46 ] |
| 2024 | Kekkon Yubiwa Monogatari                                              | Nephrites Lomka       | [ 47 ] |
| 2024 | Wind Breaker                                                          | Kōta Sako (niño)      | [ 48 ] |
| 2024 | Re:Monster                                                            | Emery Furado          | [ 49 ] |
| 2024 | Yoru no Kurage wa Oyogenai                                            | Mei Takanashi         | [ 50 ] |
| 2024 | Seiyū Radio no Ura Omote                                              | Wakana Kawagishi      | [ 51 ] |
| 2024 | Oshi no Ko 2nd Season                                                 | Enfermera             | [ 52 ] |
| 2024 | Shōshimin Series                                                      | Yoshiguchi            | [ 53 ] |
| 2024 | Isekai Shikkaku                                                       | Elulu                 | [ 54 ] |
| 2024 | Chi: Chikyū no Undō ni Tsuite                                         | Draka                 | [ 55 ] |
| 2024 | Yōkai Gakkō no Sensei Hajimemashita!                                  | Koizumi               | [ 56 ] |
| 2025 | Momentary Lily                                                        | Ayame Sakuya          | [ 57 ] |
| 2025 | Okinawa de Suki ni Natta Ko ga Hōgen Sugite Tsurasugiru               | Suzu Higa             | [ 58 ] |
| 2025 | Watashi no Shiawase na Kekkon 2nd Season                              | Sumi Usuba            | [ 59 ] |
| 2025 | Hana wa Saku, Shura no Gotoku                                         | Mizuki Usurai         | [ 60 ] |
| 2025 | Rock wa Lady no Tashinamideshite                                      | Otoha Kurogane        | [ 61 ] |
| 2025 | En'en no Shōbōtai: San no Shō                                         | Inca Kasugatani       | [ 62 ] |
| 2025 | Shōshimin Series 2nd Season                                           | Yoshiguchi            | [ 63 ] |
| 2025 | Jigoku Sensei Nube                                                    | Manami Kimura         | [ 64 ] |
| 2025 | Sono Bisque Doll wa Koi o Suru Season 2                               | Arisa Izayoi          | [ 65 ] |
| TBA  | Kekkon Yubiwa Monogatari 2nd Season                                   | Nephrites Lomka       | [ 66 ] |

#### Películas
| Año  | Título                                                        | Rol           | Refs.  |
| ---- | ------------------------------------------------------------- | ------------- | ------ |
| 2021 | Sayonara Watashi no Cramer: First Touch                       | Nozomi Onda   | [ 27 ] |
| 2021 | Summer Ghost                                                  | Aoi Harukawa  | [ 67 ] |
| 2022 | Karakai Jōzu no Takagi-san: La Película                       | Iino          | [ 68 ] |
| 2022 | Tsurune Movie: Hajimari no Issha                              | Yūna Hanazawa | [ 68 ] |
| 2024 | Dead Dead Demon's Dededede Destruction                        | Ai Demoto     | [ 69 ] |
| 2024 | Zegapain: STA                                                 | Tsukuruna     | [ 70 ] |
| 2024 | Love Live! Nijigasaki Gakuen School Idol Dōkōkai Kanketsu-hen | Ten Akamine   | [ 71 ] |

#### ONAs
| Año  | Título                   | Rol        | Refs.  |
| ---- | ------------------------ | ---------- | ------ |
| 2018 | Harukana Receive: Yokoku | Narumi Tōi | [ 68 ] |

#### OVAs
| Año  | Título                    | Rol           | Refs.  |
| ---- | ------------------------- | ------------- | ------ |
| 2018 | Yuragi-sō no Yūna-san OVA | Yūna Yunohana | [ 72 ] |

### Videojuegos
| Año  | Título                                            | Rol                | Refs.  |
| ---- | ------------------------------------------------- | ------------------ | ------ |
| 2019 | Atelier Lulua: The Scion of Arland                | Elmerulia Frixell  | [ 73 ] |
| 2019 | Azur Lane                                         | USS Dewey (DD-349) |        |
| 2021 | Dead or Alive Xtreme Venus Vacation               | Nanami             |        |
| 2024 | Goblin Slayer Another Adventurer: Nightmare Feast | Conan              | [ 74 ] |
| 2025 | Venus Vacation Prism: Dead or Alive Xtreme        | Nanami             |        |